# Championnats du monde de patinage de vitesse sur piste courte 2000
Les Championnats du monde de patinage de vitesse sur piste courte 2000 se tiennent du 10 au 12 mars à Sheffield au Royaume-Uni.

## Résultats

### Hommes
| Êpreuve                      | Or          | Argent           | Bronze           |
| 10 mars : 1500 mètres        | Ryoung Min  | Éric Bédard      | Satoru Terao     |
| 11 mars : 500 mètres         | Éric Bédard | Daniel Weinstein | Satoru Terao     |
| 12 mars : 1000 mètres        | Jiajun Li   | Yulong An        | Daniel Weinstein |
| 12 mars : 3000 mètres        | Ryoung Min  | Jiajun Li        | Daniel Weinstein |
| 12 mars : 5000 mètres relais | Chine       | Japon            | Italie           |
| Classement général           | Ryoung Min  | Éric Bédard      | Jiajun Li        |

### Femmes
| Êpreuve                      | Or               | Argent        | Bronze          |
| 10 mars : 1500 mètres        | Yang Yang (A)    | Hye-Won Park  | Min-Jin Joo     |
| 11 mars : 500 mètres         | Evgenia Radanova | Yang Yang (S) | Sang-Mi An      |
| 12 mars : 1000 mètres        | Yang Yang (A)    | Yang Yang (S) | Min-Jin Joo     |
| 12 mars : 3000 mètres        | Sang-Mi An       | Yang Yang (A) | Annie Perreault |
| 12 mars : 3000 mètres relais | Chine            | Corée du Sud  | Canada          |
| Classement général           | Yang Yang (A)    | Sang-Mi An    | Yang Yang (S)   |

## Tableau des médailles
| Rang | Nations      | Médaille d'or | Médaille d'argent | Médaille de bronze | Total |
| ---- | ------------ | ------------- | ----------------- | ------------------ | ----- |
| 1    | Chine        | 6             | 6                 | 2                  | 14    |
| 2    | Corée du Sud | 4             | 2                 | 3                  | 9     |
| 3    | Canada       | 1             | 2                 | 2                  | 5     |
| 4    | Bulgarie     | 1             | 0                 | 0                  | 1     |
| 5    | Japon        | 0             | 1                 | 2                  | 3     |
| -    | États-Unis   | 0             | 1                 | 2                  | 3     |
| 7    | Italie       | 0             | 0                 | 1                  | 1     |